# Château d'Oustrac
Pour les articles homonymes, voir D'Oustrac (homonymie).
Le château d'Oustrac est un château situé à Laguiole, en France.
Il fait l'objet d'une protection au titre des monuments historiques pour l'ensemble de son domaine.

## Localisation
Le château est situé sur la commune de Laguiole, dans le département français de l'Aveyron.

## Historique
L'évêque de Saint-Flour Benjamin Baduel (1818-1891) y est né.
L'édifice est inscrit au titre des monuments historiques le 24 avril 2007.

## Galerie de photos

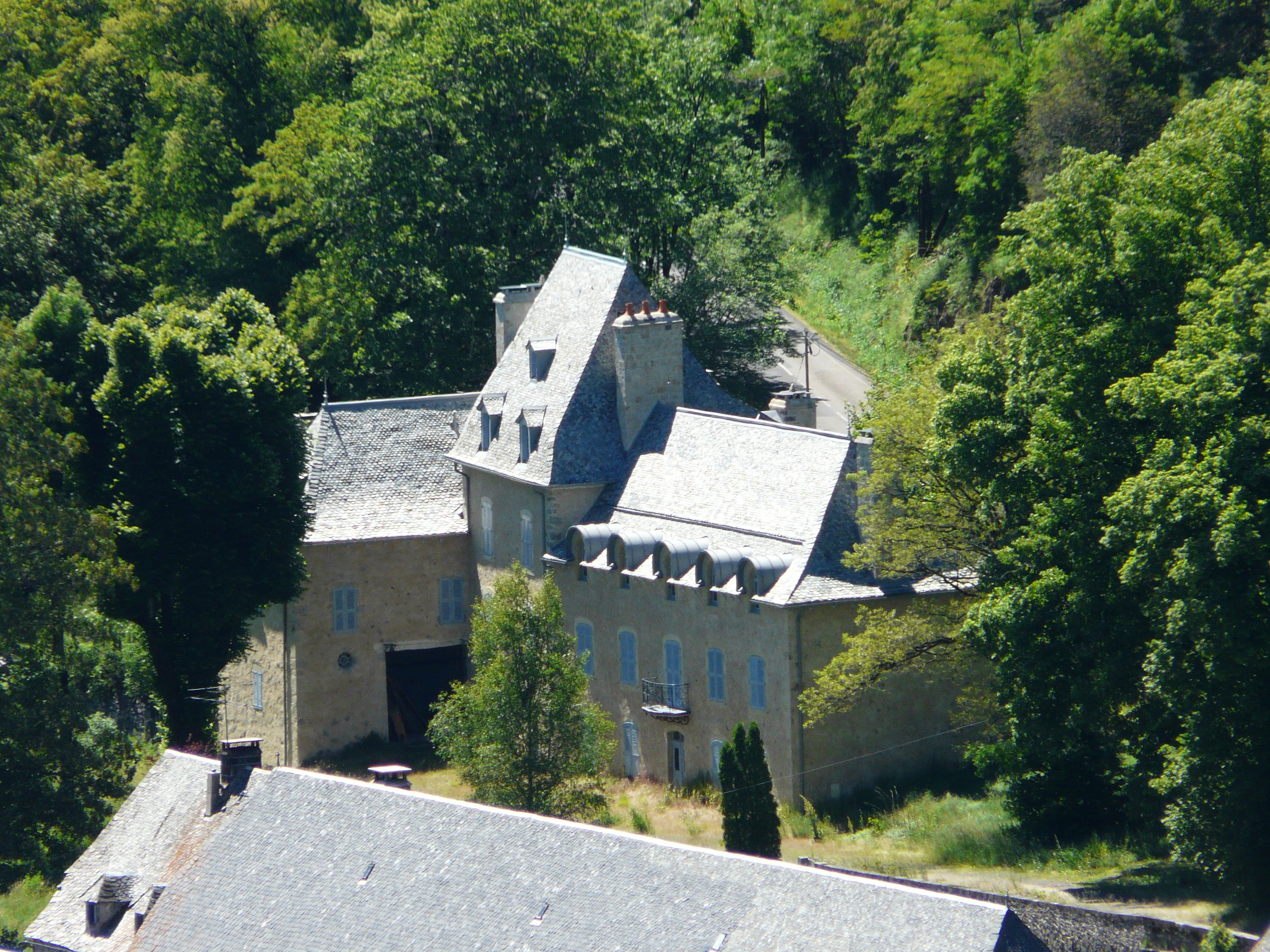
Le bâtiment occidental.
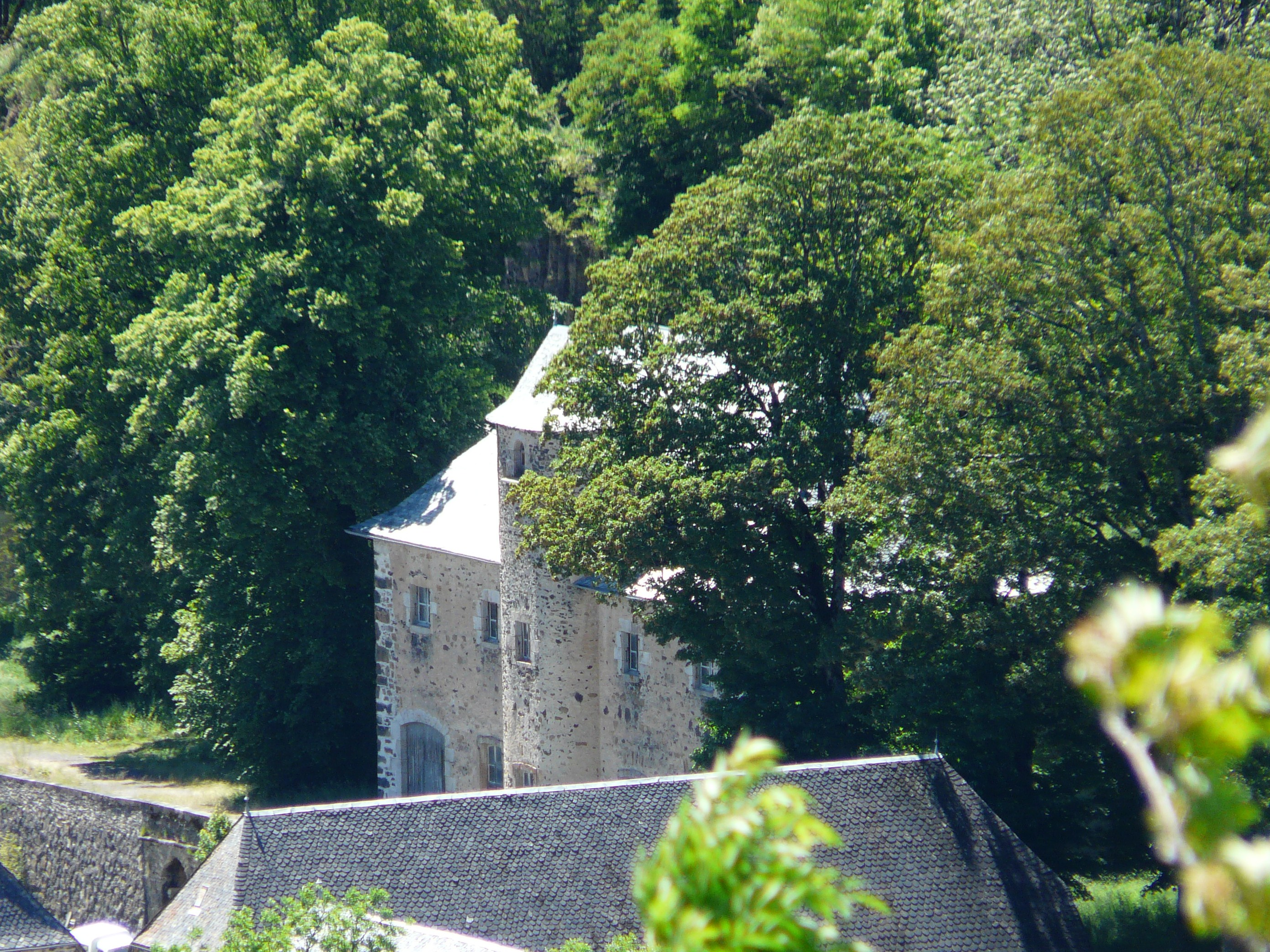
Le bâtiment oriental.